# Tercera divisió espanyola de futbol 2009-2010
La temporada 2009/10 és la 73a edició de la Tercera Divisió. Començà el 29 d'agost de 2009 i finalitzà el 9 de maig de 2010.
Aquest torneig va ser organitzat per les diferents federacions autonòmiques de futbol, coordinats per la Reial Federació Espanyola de Futbol (RFEF). El van disputar un total de 360 equips, dividits per comunitats autònomes en 18 grups de 20 equips cadascun, tot i que alguns grups tenen 19 o 22 equips.

## Equips participants dels Països Catalans, temporada 2009-10
Els equips del Principat, del País Valencià i de les Illes estan enquadrats als grups 5, 6 i 11, respectivament. La UE Fraga milita al grup 17, juntament amb la resta d'equips aragonesos.

### Grup 5 (Catalunya)
| Equip            | Nom oficial                            | Fundació | Població                   | Comarca           | Província |
| ---------------- | -------------------------------------- | -------- | -------------------------- | ----------------- | --------- |
| Amposta          | Club de Futbol Amposta                 | 1915     | Amposta                    | el Montsià        | Tarragona |
| Balaguer         | Club de Futbol Balaguer                | 1945     | Balaguer                   | la Noguera        | Lleida    |
| Benavent         | Futbol Club Benavent                   | 1981     | Benavent de Segrià         | el Segrià         | Lleida    |
| Blanes           | Club Deportiu Blanes                   | 1913     | Blanes                     | la Selva          | Girona    |
| Cassà            | Unió Deportiva Cassà                   | 1946     | Cassà de la Selva          | el Gironès        | Girona    |
| Castelldefels    | Unió Esportiva Castelldefels           | 1948     | Castelldefels              | el Baix Llobregat | Barcelona |
| Cornellà         | Unió Esportiva Cornellà                | 1951     | Cornellà de Llobregat      | el Baix Llobregat | Barcelona |
| Europa           | Club Esportiu Europa                   | 1907     | Barcelona, barri de Gràcia | el Barcelonès     | Barcelona |
| L'Hospitalet     | Centre d'Esports L'Hospitalet          | 1957     | L'Hospitalet de Llobregat  | el Barcelonès     | Barcelona |
| Llagostera       | Unió Esportiva Llagostera              | 1947     | Llagostera                 | el Gironès        | Girona    |
| Manlleu          | Agrupació Esportiva i Cultural Manlleu | 1933     | Manlleu                    | Osona             | Barcelona |
| Olesa            | Club de Futbol Olesa de Montserrat     | 1947     | Olesa de Montserrat        | el Baix Llobregat | Barcelona |
| Palamós          | Palamós Club de Futbol                 | 1898     | Palamós                    | el Baix Empordà   | Girona    |
| Pobla de Mafumet | Club de Futbol La Pobla de Mafumet     | 1953     | La Pobla de Mafumet        | el Tarragonès     | Tarragona |
| Prat             | Associació Esportiva Prat              | 1945     | El Prat de Llobregat       | el Baix Llobregat | Barcelona |
| Premià           | Club Esportiu Premià                   | 1915     | Premià de Mar              | el Maresme        | Barcelona |
| Rapitenca        | Unió Esportiva Rapitenca               | 1930     | Sant Carles de la Ràpita   | el Montsià        | Tarragona |
| Reus Deportiu    | Club de Futbol Reus Deportiu           | 1909     | Reus                       | el Baix Camp      | Tarragona |
| Santboià         | Futbol Club Santboià                   | 1908     | Sant Boi de Llobregat      | el Baix Llobregat | Barcelona |
| Vilanova         | Club de Futbol Vilanova i la Geltrú    | 1944     | Vilanova i la Geltrú       | el Garraf         | Barcelona |

#### Classificació
|                   |     | Classificació 2010-2011 | Pts | J  | G  | E  | P  | GF | GC | DG  |                              |
| ----------------- | --- | ----------------------- | --- | -- | -- | -- | -- | -- | -- | --- | ---------------------------- |
| Promoció · Ascens | 1.  | CE L'Hospitalet         | 86  | 38 | 25 | 11 | 2  | 75 | 16 | +59 | Promoció d'ascens a Segona B |
| Promoció          | 2.  | CF Reus Deportiu        | 80  | 38 | 24 | 8  | 6  | 68 | 24 | +44 | Promoció d'ascens a Segona B |
| Promoció · Ascens | 3.  | FC Santboià             | 70  | 38 | 20 | 10 | 8  | 68 | 46 | +22 | Promoció d'ascens a Segona B |
| Promoció          | 4.  | AE Prat                 | 67  | 38 | 19 | 10 | 9  | 60 | 33 | +27 | Promoció d'ascens a Segona B |
|                   | 5.  | UE Cornellà             | 61  | 38 | 16 | 13 | 9  | 43 | 41 | +2  |                              |
|                   | 6.  | AEC Manlleu             | 60  | 38 | 15 | 15 | 8  | 53 | 39 | +14 |                              |
|                   | 7.  | UE Llagostera           | 56  | 38 | 15 | 11 | 12 | 58 | 42 | +16 |                              |
|                   | 8.  | CF Amposta              | 55  | 38 | 14 | 13 | 11 | 59 | 59 | 0   |                              |
|                   | 9.  | CE Europa               | 54  | 38 | 13 | 15 | 10 | 56 | 51 | +5  |                              |
|                   | 10. | CF Balaguer             | 52  | 38 | 13 | 13 | 12 | 55 | 48 | +7  |                              |
|                   | 11. | UE Castelldefels        | 47  | 38 | 13 | 8  | 17 | 52 | 62 | -10 |                              |
|                   | 12. | Palamós CF              | 46  | 38 | 13 | 7  | 18 | 42 | 55 | -13 |                              |
|                   | 13. | CF Vilanova i la Geltrú | 46  | 38 | 12 | 10 | 16 | 50 | 54 | -4  |                              |
|                   | 14. | CF Pobla de Mafumet     | 46  | 38 | 12 | 10 | 16 | 47 | 54 | -7  |                              |
| Descens · Descens | 15. | UD Cassà(1)             | 44  | 38 | 11 | 11 | 16 | 50 | 61 | -11 |                              |
|                   | 16. | FC Benavent             | 43  | 38 | 11 | 10 | 17 | 48 | 69 | -21 |                              |
|                   | 17. | CE Premià               | 36  | 38 | 9  | 9  | 20 | 35 | 53 | -18 |                              |
| Descens           | 18. | UE Rapitenca            | 34  | 38 | 9  | 7  | 22 | 46 | 71 | -25 | Descens a Primera Catalana   |
| Descens           | 19. | CD Blanes               | 27  | 38 | 7  | 6  | 25 | 43 | 85 | -44 | Descens a Primera Catalana   |
| Descens           | 20. | CF Olesa de Montserrat  | 26  | 38 | 5  | 11 | 22 | 30 | 75 | -45 | Descens a Primera Catalana   |

1. La UD Cassà va renunciar a la categoria per motius econòmics, en l'assemblea de socis celebrada el 16 de juliol de 2010. L'equip jugaria la següent temporada a la Territorial Preferent.[1]
2. A final de temporada, el FC Benavent es va traslladar a la localitat d'Ascó, fusionant-se amb el CFJE Ascó EF per crear el FC Ascó.[2]